# Anton Günther av Oldenburg
Anton Günther, född 10 november 1583 i Oldenburg, död 19 juni 1667 i Rastede, greve av Oldenburg och Delmenhorst. Genom att regera med kraft och klokhet lyckades han under trettioåriga kriget bevara en nästan ostörd fred.
Anton Günther tyckte om vackra hästar och är bland annat känd som grundaren till uppfödningen av oldenburgerhästen.
Han gifte sig med Sofia Katarina av Schleswig-Holstein-Sonderburg.
Eftersom han var den siste av sin ätt tillföll grevskapen Oldenburg och Delmenhorst (utom Jeverland) efter hans död enligt ett fördrag konungen av Danmark.